# 코르마크의 사가
《코르마크의 사가》(고대 노르드어: Kormáks saga 코르마크스 사가)는 아이슬란드 사가 작품 중 하나이다. 10세기 아이슬란드의 시인 코르마크 오그문다르손과 그 애인 스테인게르드(Steingerðr)의 이야기를 다루고 있다. 코르마크가 지었다는 시 여러 편이 인용수록되어 있는데, 그 내용은 대개 스테인게르드에 대한 사랑을 노래하는 것이다. 극초기의 사가들 중 하나로 여겨지지만 그 보존 상태가 양호한 편이다. 저자가 누군지 불명이며, 저자는 코르마크에 관한 서로 다른 다양한 구전들을 단순히 모아놓기만 했다. 저자 자신의 생각을 추가하지 않음은 물론 심지어 서로 상충되는 구전들을 앞뒤가 맞게 수정하려는 노력도 거의 하지 않았다.